# Aero Ae-01
Die Aero Ae-01 war ein zweisitziges Doppeldecker-Flugzeug des tschechischen Herstellers Aero.
Ursprünglich hatte das Unternehmen für die österreichische Phönix-Flugzeugwerke Nachbauten der deutschen Hansa-Brandenburg B.I gefertigt, begann aber bereits im Gründungsjahr 1919 mit dem Bau der leicht modifizierten Ae-01, einem Schul- und Übungsflugzeug für das tschechoslowakische Militär. Die ursprüngliche Bezeichnung lautete Ae-10, bezugnehmend auf die Produktion der B.I bei Letov als Š-10. 
Die Ae-01 war das Ausgangsmodell für spätere erfolgreiche Konstruktionen wie die A.12 oder das Nachfolgemodell A.11 und deren Varianten.

## Militärische Nutzer
- Tschechoslowakei

## Technische Daten
| Kenngröße             | Daten                                                   |
| --------------------- | ------------------------------------------------------- |
| Besatzung             | 2                                                       |
| Spannweite            | 12,30 m                                                 |
| Länge                 | 8,50 m                                                  |
| Flügelfläche          | 35 m²                                                   |
| Flächenbelastung      | 27,2 kg/m²                                              |
| Leermasse             | 715 kg                                                  |
| Startmasse            | 955 kg                                                  |
| Triebwerk             | ein wassergekühlter 6-Zylinder-Reihenmotor Mercedes D I |
| Leistung              | 100 PS (74 kW)                                          |
| Höchstgeschwindigkeit | 110 km/h                                                |
| Reisegeschwindigkeit  | 90 km/h                                                 |
| Steiggeschwindigkeit  | 11,75 m/s                                               |
| Steigzeit             | 9,35 min auf 1000 m Höhe                                |
| Gipfelhöhe            | 3500 m                                                  |
| Flugdauer             | 2,5 h                                                   |